# Rupert knekt

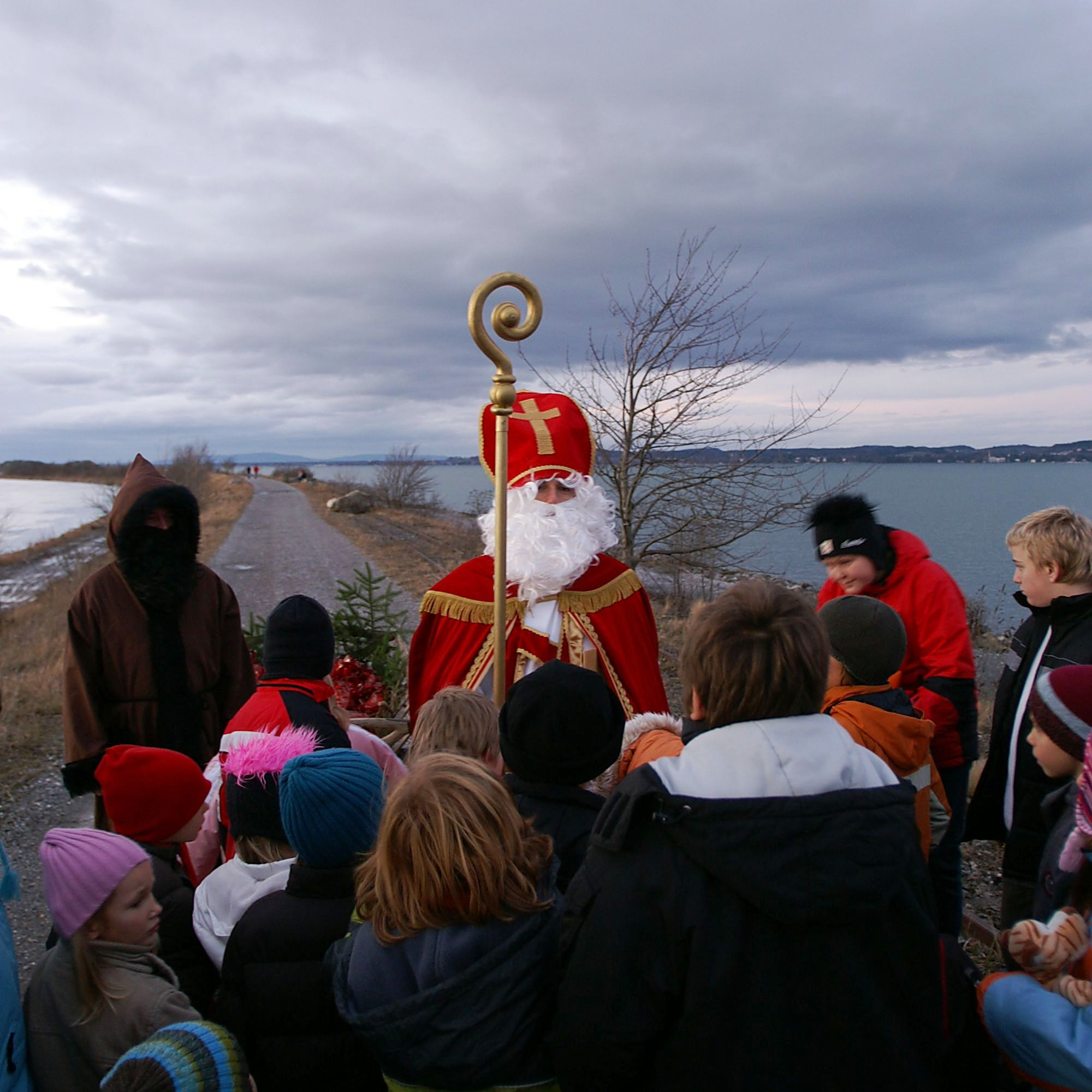
Rupert Knekt, till vänster, hjälper tyske "tomten" Nikolaus att dela ut julklappar

Rupert knekt (tyska: Knecht Ruprecht) är den tyske jultomten Nikolaus assistent, som i vissa delar av Tyskland kommer hem till barnen tillsammans med Nikolaus den 6 december och delar ut julgåvor.
Under den sena medeltiden var hans roll dock helt annan. Då var han den skrämmande figuren av två som besökte barnen kring jul:
Rupert knekt kommer in med ett ris i handen och en sockertoppsformig gråpappersmössa på huvudet. Ofta är han klädd i brun och svart ulster. Han håller en allvarlig räfst med barnen för deras förseelser, vilka han under hotelser uppräknar. När han står i begrepp att bortföra de förskrämda små barnen, kommer i rättan tid den milde, vitklädde Kinkeljes (förvrängning av tyska Kindlein Jesus, Jesusbarnet), som till en början blir vred när han får höra om de många pojkstrecken, och vill gå sin väg, men slutligen blidkas, kör ut Rupert och skänker julklappar åt barnen, mot att de lovar att bättra sig.